# فارناباز دوم

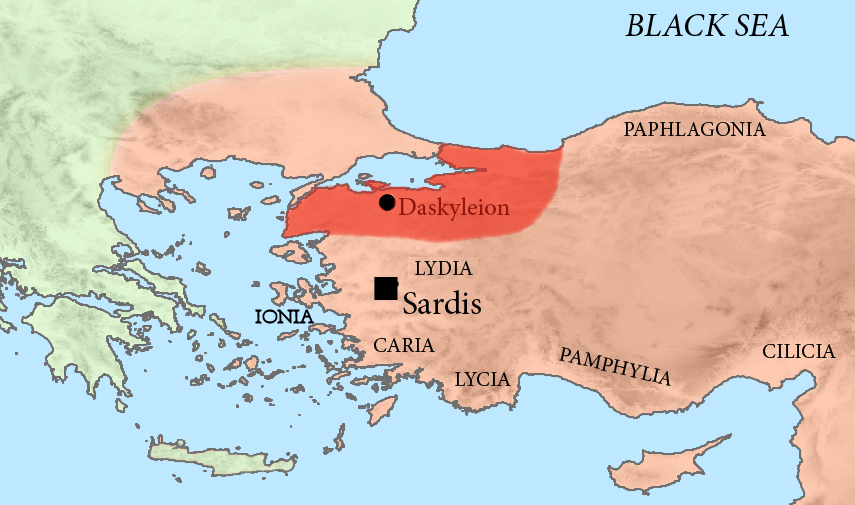
ساتراپی فریگیه هلسپونت در دوران فارناباز دوم

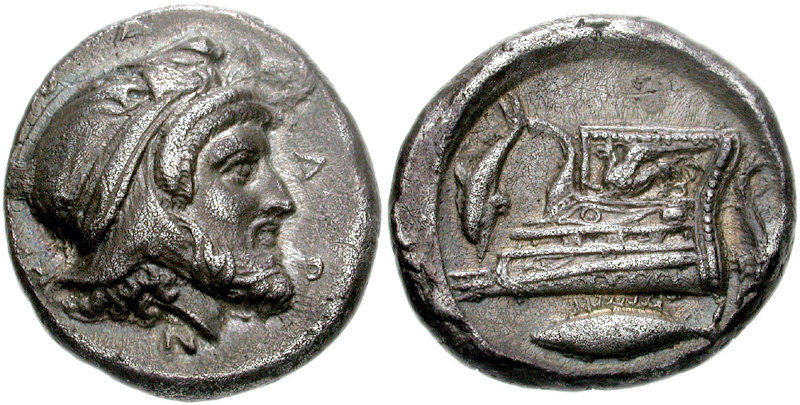
سکه ضرب فارناباز دوم حدود ۳۹۸–۳۹۶ پ. م398-396/5 BC, Kyzikos, Mysia. Obv: Legend ΦAP-N-[A]-BA ("FAR-N-[A]-BA", for Pharnabazos), سر فارناباز، کلاه ساتراپال بسته شده در زیر چانه، با دیادم. "Rev:" "شاخک بالدار سمت چپ، با گریفین و چشم پیشگیری کننده. دو دلفین رو به پایین؛ در زیر، یک ماهی

فارناباز دوم یا فَرنَه‌بازو دوم (به پارسی باستان: 𐎳𐎠𐎼𐎴𐎲𐎠𐏀𐎢؛ نویسه‌گردانی: Farnabāzu؛ زبان یونانی باستان: Φαρνάβαζος؛ نویسه‌گردانی: Pharnábazos) (حکومت ۴۱۳–۳۷۴ پ. م)شاهزاده هخامنشی، سردار و سیاستمدار شاهنشاهی هخامنشی و ساتراپ فریگیه هلسپونت بود. وی فرزند فارناک دوم، ساتراپ فریگیه بود. او و اجدادش، با تشکیل دودمان فارناکیان، از سال ۴۷۸ پیش از میلاد بر ساتراپی فریگیه هلسپونت حکمرانی کردند. او با آپاما، دختر اردشیر دوم شاهنشاه هخامنشی ازدواج کرد و پسر آنها آرتاباز دوم نیز به همین ترتیب ساتراپ فریگیه بود. نوه او بارسینه (دختر آرتاباز دوم) نیز با اسکندر مقدونی ازدواج کرد.

## ساتراپ فریگیه هلسپونت

### جنگ به همراه اسپارت علیه آتن ۴۱۳–۴۰۴ پیش از میلاد)
آتن در قرن پنجم پیش از میلاد، به دنبال سرکوب هخامنشیان در دومین تهاجم ایرانیان به یونان (۴۸۰–۴۷۹ پیش از میلاد)، قدرت غالب در اژه بود. آتن، که حتی در آن زمان امپراتوری آتن نامیده می‌شود و با تشکیل اتحادیه دلوس بزرگترین تهدید برای تصرفات هخامنشیان در آسیای صغیر بود.
فارناباز دوم اولین بار در سال ۴۱۳ پیش از میلاد به عنوان ساتراپ این استان منصوب شد، هنگامی که او از داریوش دوم دستور دریافت خراج شهرهای یونان در ساحل ایونی را دریافت کرد، وظیفه‌ای که اجرای آن به دلیل دخالت‌های آتن، با مشکل و سختی روبرو بود. توسیدید این وضعیت را این چنین توصیف کرده‌است، که هر دو ساتراپ فارناباز و تیسافرن با آن روبرو بودند:
پادشاه (داریوش دوم) اخیراً او را به خاطر جمع‌آوری خراج از ساتراپی‌اش فراخوانده بود، زیرا به دلیل دخالت‌های آتنیان قادر به گرفتن آن از شهرهای یونان نبود. و بنابراین او فکر کرد که با تضعیف آتنیان می‌تواند خراج را بهتر بپردازد، و همچنین باید اسپارت را به اتحاد با پادشاه بکشاند.— توسیدید، تاریخ جنگ‌های پلوپونزی 8.5.5&6

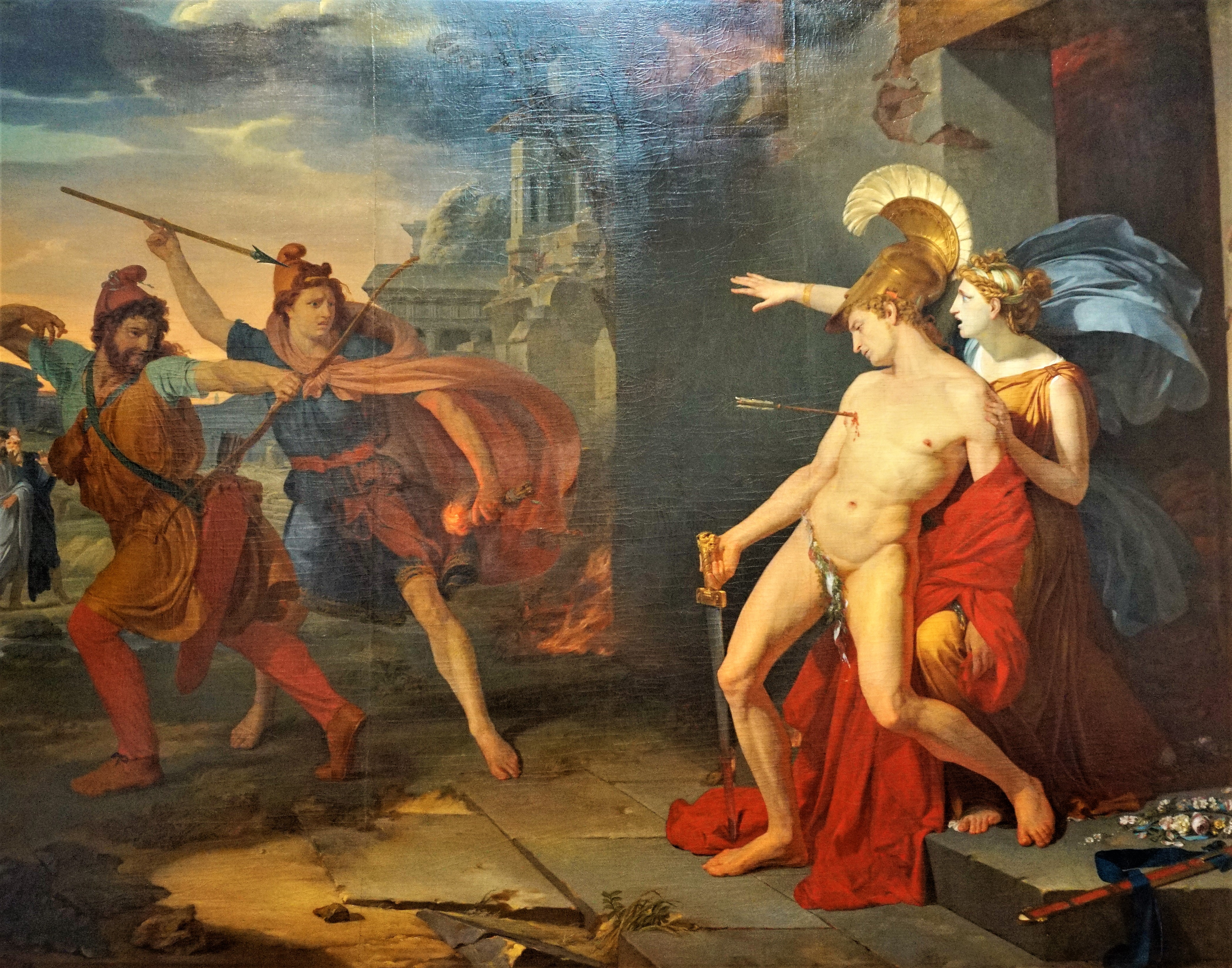
ترور ژنرال آتنی تبعیدی الکیبیادس ممکن است به درخواست اسپارت توسط فارناباز برنامه‌ریزی شده باشد.

او، مانند تیسافرن از کاریا، با اسپارت وارد مذاکره شد و جنگی را با آتن آغاز کرد. رقابت بین دو ساتراپ، که فارناباز با انرژی بیشتری بود، مانع از اجرای جنگ شد. فارناباز در ابتدا در طی جنگ پلوپونزی (۴۳۱–۴۰۴ پیش از میلاد) با اسپارتی‌ها علیه آتنی‌ها جنگید، حتی در یک نمونه، برای نجات نیروهای اسپارتی که عقب نشسته بودند، ضمن تشویق نیروهایش، اسب خود را به دریا زد تا آتنی‌ها دور شوند.
در سال ۴۰۴ پیش از میلاد، ممکن است عامل ترور ژنرال آتنی الکیبیادس، که به شاهنشاهی هخامنشی پناهنده شده بود، نیز بوده باشد. ترور احتمالاً به تحریک اسپارتی‌ها و به‌طور خاص لیساندر صورت گرفته‌است. در حالی که آلکیبیادس قصد داشت به دربار پارس عزیمت کند، محل زندگی وی را محاصره و به آتش کشیدند. او که شانسی برای فرار ندید، با خنجر در دست به سوی قاتلانش هجوم برد و در اثر تیراندازی کشته شد.

#### درگیری با ده هزار نفر (۳۹۹ پیش از میلاد)

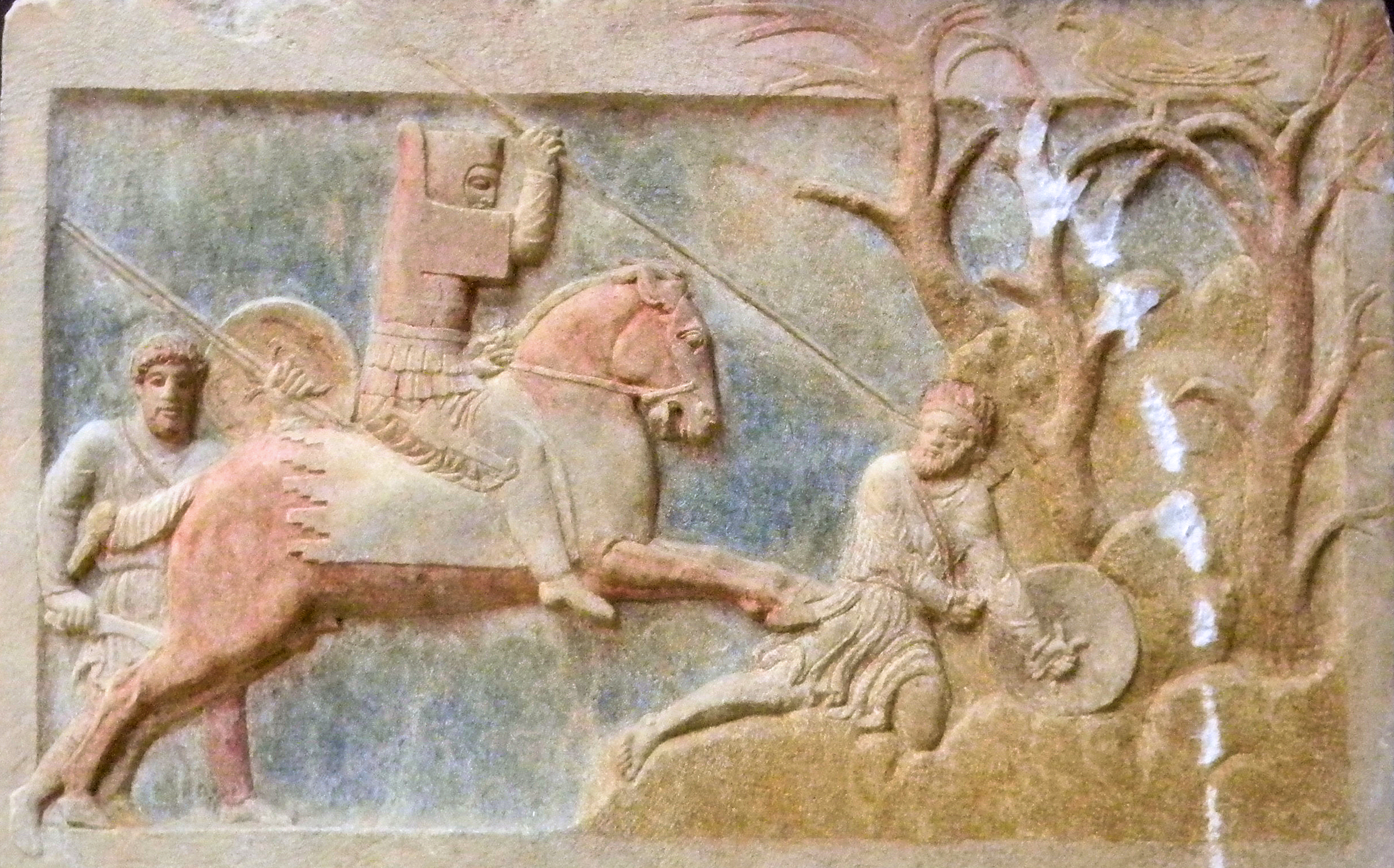
سواره‌نظام دودمان هخامنشی فریگیه هلسپونت به پیاده‌نظام سبک‌اسلحه یونانی حمله می‌کند "، تابوت‌دان چاناق‌قلعه، اوایل قرن چهارم پیش از میلاد.

اسپارتی‌ها پس از پیروزی در جنگ پلوپونزی (۴۰۴–۴۰۱ پیش از میلاد) به قدرت مسلط در اژه تبدیل شدند و تهدیدی جدید برای شاهنشاهی هخامنشی ایجاد کردند. سپس اسپارتی‌ها با حمایت نظامی از ادعای کوروش جوان، متحد آنها در طول جنگ پلوپونز، علیه برادرش، دشمنی پادشاه هخامنشی اردشیر دوم را برانگیختند، و این امر منجر به شرکت آنان در لشکرکشی کوروش جوان در سالهای ۴۰۱–۳۹۹ پیش از میلاد به قلمرو هخامنشی شد. با وجود اینکه کوروش جوان در نبرد کوناکسا شکست خورده و کشته شد، اما رابطه اسپارت و شاهنشاهی هخامنشی همچنان خصمانه باقی ماند.
فارناباز دوم در کمک به بیتینی در برابر حملات غارتگرانه ده‌هزار یونانی که در حال بازگشت از کارزار نافرجام خود با شاهنشاهی هخامنشی در کوناکسا بودند، نقش داشت. او همچنین در تلاش بود تا مانع ورود آنها به فریگیه هلسپونت شود. گفته می‌شود سواره‌نظام وی در این درگیری‌ها حدود ۵۰۰ مزدور یونانی را کشته و چندین حمله به مزدوران یونانی انجام داده‌است. سپس فارناباز با دریاسالار اسپارت آناکسیبیوس ترتیبی داد تا بقیه مزدوران یونانی از قاره آسیا به بیزانتیوم منتقل شوند.

### جنگ به همراه آتن علیه اسپارت (۳۹۵–۳۸۷ پیش از میلاد)

#### درگیری با پادشاه اسپارت آگسیلائوس دوم در آسیای صغیر

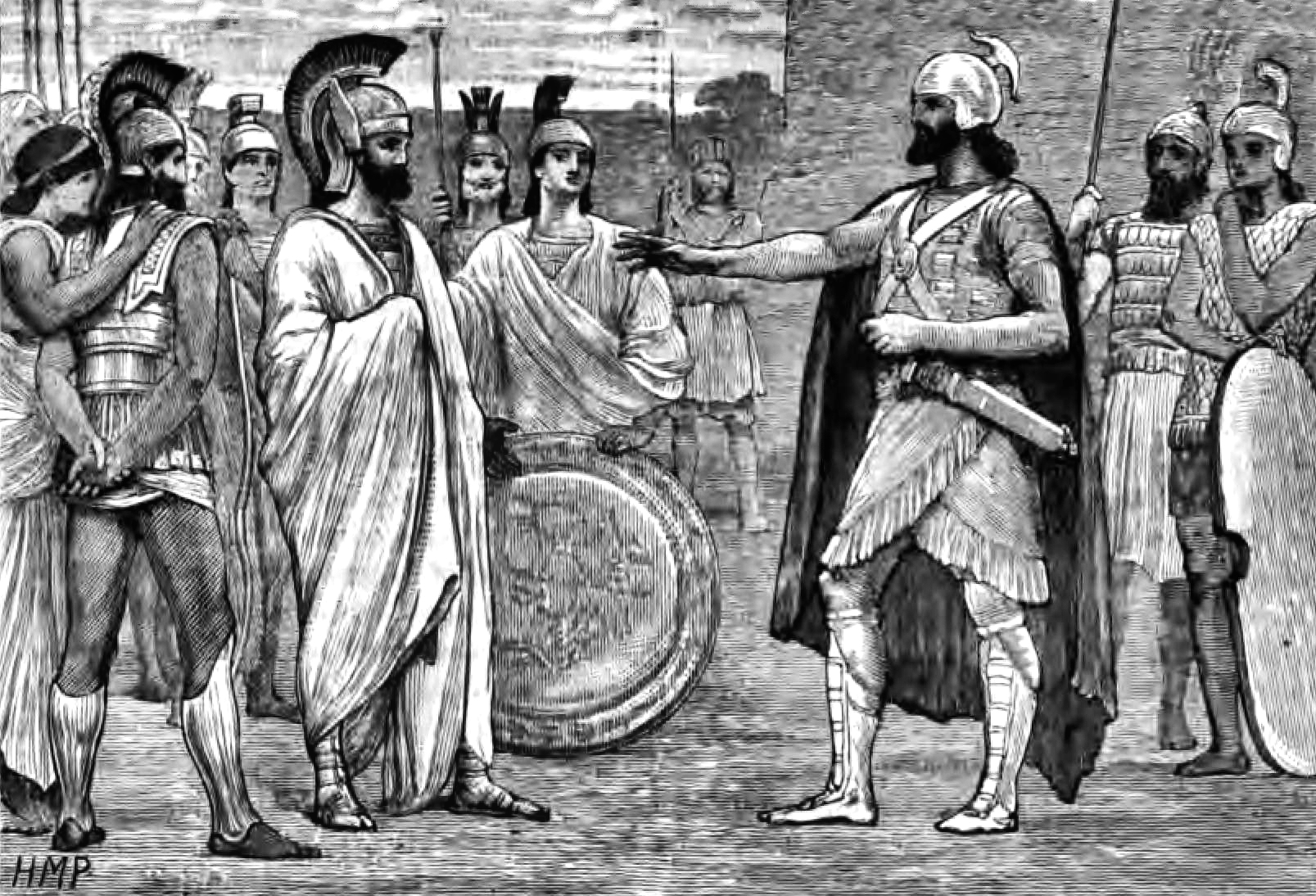
ملاقات بین پادشاه اسپارت آگسیلائوس دوم (چپ) و فارناباز (راست) در سال ۳۹۵ پیش از میلاد، و پس از آن آگسیلائوس فریگیه هلسپونت را ترک کرد.

فریگیه هلسپونت توسط پادشاه اسپارت آگسیلائوس دوم در سال ۳۹۶–۳۹۵ پیش از میلاد مورد حمله و غارتگری قرار گرفت، وی به ویژه منطقه داسکیلیون، پایتخت یونانی فریگیه هلسپونت را تخریب کرد. به همین مناسبت فارناباز چندین بار با اسپارتی‌های مهاجم برخوردهای نظامی داشت. سرانجام فارناباز دوم شخصاً با آگسیلائوس ملاقات کرد و آگسیلائوس موافقت کرد که از ساتراپی فریگیه هلسپونت دوری کند و به دشت تبه در ترود عقب‌نشینی کند.
در سال ۳۹۴، هنگامی که اردوگاه در دشت تبه بود، آگسیلائوس دوم هنوز در حال برنامه‌ریزی لشکرکشی به داخل آسیای صغیر، یا حتی حمله به خود اردشیر دوم بود، اما در این زمان به علت بروز نبردهای کورنتیان که بین اسپارت و نیروهای متحد آتن، تبس، کورنت، آرگوس و چندین دولت‌شهر کوچک بود مجبور به بازگشت به یونان شد.
فارناباز دوم مجبور بود برای از بین بردن تهدید اسپارت در آسیای صغیر با پرداخت پول‌های هنگفت، دولت‌شهرهای رقیب اسپارت مانند آتن و تبس را تحریک به جنگ علیه اسپارت کند. او تیموکرات رودسی را به عنوان فرستاده‌ای به یونان فرستاد و ده‌ها هزار سکه طلای داریک، برای رشوه دادن به کشورهای یونان برای آغاز جنگ علیه اسپارت استفاده شد.
طبق گفته پلوتارک، آگسیلائوس هنگام ترک آسیای صغیر گفت: "من را ده هزار کماندار پارسی شکست دادند"، اشاره به "کمانداران" ( Toxotai "") لقب یونانی برای دریک از طراحی روی آنها بود، زیرا این مبلغ زیاد برای شروع جنگ علیه اسپارت به سیاستمداران آتن و تبس پرداخت شده بود.

### شرکت در نبرد کورنتیان در کنار آتن (۳۹۵–۳۹۳ پیش از میلاد)
فارناباز دوم در جنگ کورنتی (۳۹۴–۳۸۷ پیش از میلاد) به کمک آتنی‌ها در برابر اسپارت‌ها رفت. در این زمان، فارناباز به دلیل فرماندهی ناوگان هخامنشی در نبرد کنیدوس (۳۹۴ پیش از میلاد) که ایرانیان در آن با کونون مشهور، دریادار سابق آتن که به خدمت پارسیان درآمده بود متحد شده و ناوگان اسپارت را نابود کرد و به وضعیت کوتاه اسپارت را به عنوان قدرت دریایی غالب یونان خاتمه داد.

### حملات دریایی در ایونی
فارناباز دوم پیروزی خود را در کنیدوس با تصرف چندین شهر متحد اسپارت در ایونی و تحریک جنبش‌های طرفدار آتن و دموکراسی دنبال کرد. آبیدوس و سستوس تنها شهرهایی بودند که علی‌رغم تهدیدهای فارناباز دوم برای جنگ با آنها، از اخراج اسپارت‌ها خودداری کردند. او سعی کرد با ویران کردن قلمروهای اطراف، آنها را وادار به تسلیم کند، اما این اقدام بی‌ثمر ماند و باعث شد کونون را به عنوان مسئول پیروزی بر شهرهای هلسپونت منصوب کند.

### حملات دریایی در سواحل پلوپونزی
از سال ۳۹۳ پیش از میلاد، فارناباز دوم و کونون با ناوگان خود به جزیره اژه میلوس رفتند و در آنجا پایگاه مستقر کردند.
از زمان جنگ‌های یونانی-پارسی، این اولین بار در ۹۰ سال گذشته بود که ناوگان هخامنشی اینقدر به سمت غرب می‌رود. اشغال نظامی توسط این نیروهای طرفدار آتن منجر به چندین انقلاب دموکراتیک و اتحاد جدید با آتن در جزایر شد.
ناوگان دریایی با انتقام از قلمرو لاکدمونی (اسپارت)، جایی که هخامنشیان  Pherae را ویران کردند و در امتداد ساحل مسنیا یورش بردند، به سمت غرب پیش رفت. هدف آنها احتمالاً تحریک شورش میسنی‌ها علیه اسپارت بود. سرانجام آنها به دلیل کمبود منابع و بندرهای اندک برای ناوگان هخامنشی در منطقه و همچنین احتمال اعزام نیروهای امدادی اسپارتی، آنجا را ترک کردند.
آنها سپس به ساحل لاکونیا حمله کردند و جزیره کیثیرا را تصرف کردند و در آنجا یک پادگان و یک فرماندار آتنی را مستقر کردند تا توانایی‌های نظامی تهاجمی اسپارت را فلج کنند. کیثیرا در واقع قلمروی هخامنشی شد. تصرف سیترا همچنین باعث قطع مسیر استراتژیک بین پلوپونز و مصر و در نتیجه جلوگیری از تبانی اسپارت و مصر و تهدید مستقیم Taenarum، بندر اسپارت شد. این استراتژی برای تهدید اسپارت قبلاً توسط اسپارتی تبعیدی دماراتوس به خشایارشا در ۴۸۰ پیش از میلاد توصیه شده بود که بیهوده بود.
فارناباز دوم، بخشی از ناوگان خود را در سیترا رها کرد، سپس به کورنت رفت، و در آنجا بودجه‌ای به رقبای اسپارت داد تا بیشتر اسپارت را تهدید کند. وی همچنین بودجه بازسازی ناوگان کورنتیان را برای مقاومت در برابر اسپارت‌ها تأمین کرد.
گزنفون شرح مفصلی معاصر دربارهٔ فعالیت‌های دریایی فارناباز در کتاب هلنیکا خود ارائه داد:
 
 فارناباز، و کانون با او، از طریق جزایر به ملوس رفتند و پایگاه خود را به لاکدیمون (اسپارت) رساندند. و ابتدا فارناباز در Pherae قرار گرفت و این منطقه را ویران کرد. سپس در یک نقطه دیگری در ساحل نزول کرد و هر آسیبی که می‌توانست انجام داد. اما از ترس اینکه آنجا که کشور از بندرگاه‌ها بی‌بهره بود، و اینکه ممکن بود لاکدوینشها نیروهای امدادی بفرستند، و از آنجا که مواد غذایی در این کشور کم بود، او به سرعت برگشت و با کشتی، در فونیکوس در جزیره سیترا لنگر انداخت. و هنگامی که کسانی که شهر سیتری‌ها را در اختیار داشتند دیوارهای خود را از ترس اینکه شهرشان تسخیر شود رها کردند، او به آنها اجازه داد که تحت یک آتش‌بس به لاکدونیا بروند، و دیوار سیتریایی‌ها را تعمیر کرد، در کیثیرا پادگانی را به فرمانداری نیکوفیموس آتنی به جا گذاشت پس از این خود آنجا را ترک کرد. پس از انجام این کارها و قایقرانی به سمت خلیج کورنت و در آنجا متحدان را ترغیب کرد که جنگ را با غیرت ادامه دهند و مردان وفاداری به پادشاه را به او نشان دهند، او تمام پولی را که داشت برای آنها گذاشت و با کشتی از آنجا خارج شد. (...) از طرف دیگر، کورنتیان با پولی که فارناباز به جای گذاشت، کشتی‌های سرنشین‌دار داشتند، آگاتینوس را به عنوان دریادار منصوب کردند و تسلط خود را بر دریا در خلیج حوالی آخایا و لخائوم تأسیس کردند. — گزنفون "" هلنیکا "۴٫۸٫۷ تا 4.8.10

### بازسازی دیوارهای آتن

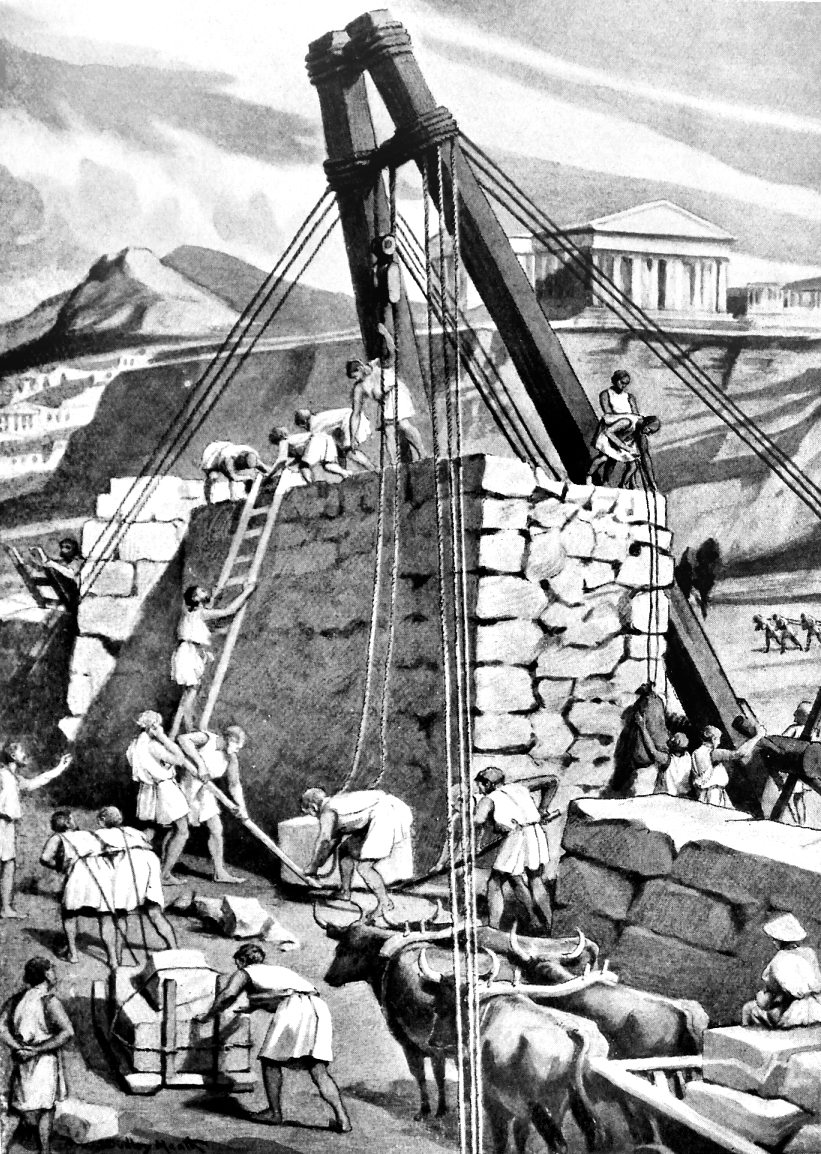
فارناباز دوم بودجه بازسازی دیوارهای آتن را تأمین کرد و دریانوردان وی را به عنوان نیروی انسانی در سال ۳۹۳ پیش از میلاد تأمین کرد.

فارناباز دوم پس از متقاعد شدن توسط کونون، به او برای بازسازی دیوارهای دفاعی آتن در اطراف پیرئاس اجازه داد، این دیوار بین آتن و بندر اصلی آتن، ضربه بزرگی به لاکدمونی‌ها خواهد بود، فارناباز دوم مشتاقانه ناوگان ۸۰ تریلی و بودجه برای انجام این کار به کونون داد. فارناباز دوم کونون را با بودجه قابل توجهی و بخش عمده‌ای از ناوگان به آتیک اعزام کرد، جایی که او در بازسازی دیوارهای آتن از آتن به پیرئاس، پروژه‌ای که توسط ترازیبول در سال ۳۹۴ پیش از میلاد آغاز شده بود،
طبق گفته گزنفون در "هلنیکا":
 
 کونون گفت که اگر او (فارناباز) به او اجازه دهد ناوگان داشته باشد، با کمک آن، جزایر را حفظ می‌کند و در همین حال به آتن رفته و به آتنی‌ها در بازسازی دیوارهای طولانی و دیوار اطراف پیرئاس کمک می‌کند و اضافه کرد که او می‌دانست هیچ چیز نمی‌تواند ضربه سنگین‌تری برای لاکدمونی‌ها باشد. (...) فارناباز، با شنیدن این حرف، مشتاقانه او را به آتن اعزام کرد و پول اضافی برای بازسازی دیوارها به او داد. پس از ورود وی، کونون قسمت بزرگی از دیوار را برپا کرد و خدمه خود را برای این کار داد، دستمزد نجاران و سنگ‌تراشان و هرگونه هزینه دیگر را نیز لازم را پرداخت کرد. بعضی از قسمت‌های دیوار وجود داشت که خود آتنی‌ها و همچنین داوطلبانی از بئوتیا و سایر ایالتها در ساخت آن کمک می‌کردند. — گزنفون "هلنیکا" 4.8.7 4.8.8
با کمک قایقرانان ناوگان و کارگران که با پول پارسی هزینه آنان پرداخت می‌شد، ساخت‌وساز به زودی به پایان رسید. آتن به سرعت با برخورداری از دیوارهای دفاعی، ناوگان خود را برای تصرف جزایر اسکیروس، ایمبروس و لیمنوس، اعزام نمود.
فارناباز دوم به عنوان پاداش موفقیت خود، اجازه ازدواج با دختر شاه، آپاما را دریافت کرد. وی در سال ۳۹۳ پیش از میلاد به دربار شاهنشاهی هخامنشی فراخوانده شد و ساتراپ تیروز جایگزین وی شد.

### تسویه حساب نهایی با اسپارت (۳۸۶ پیش از میلاد)

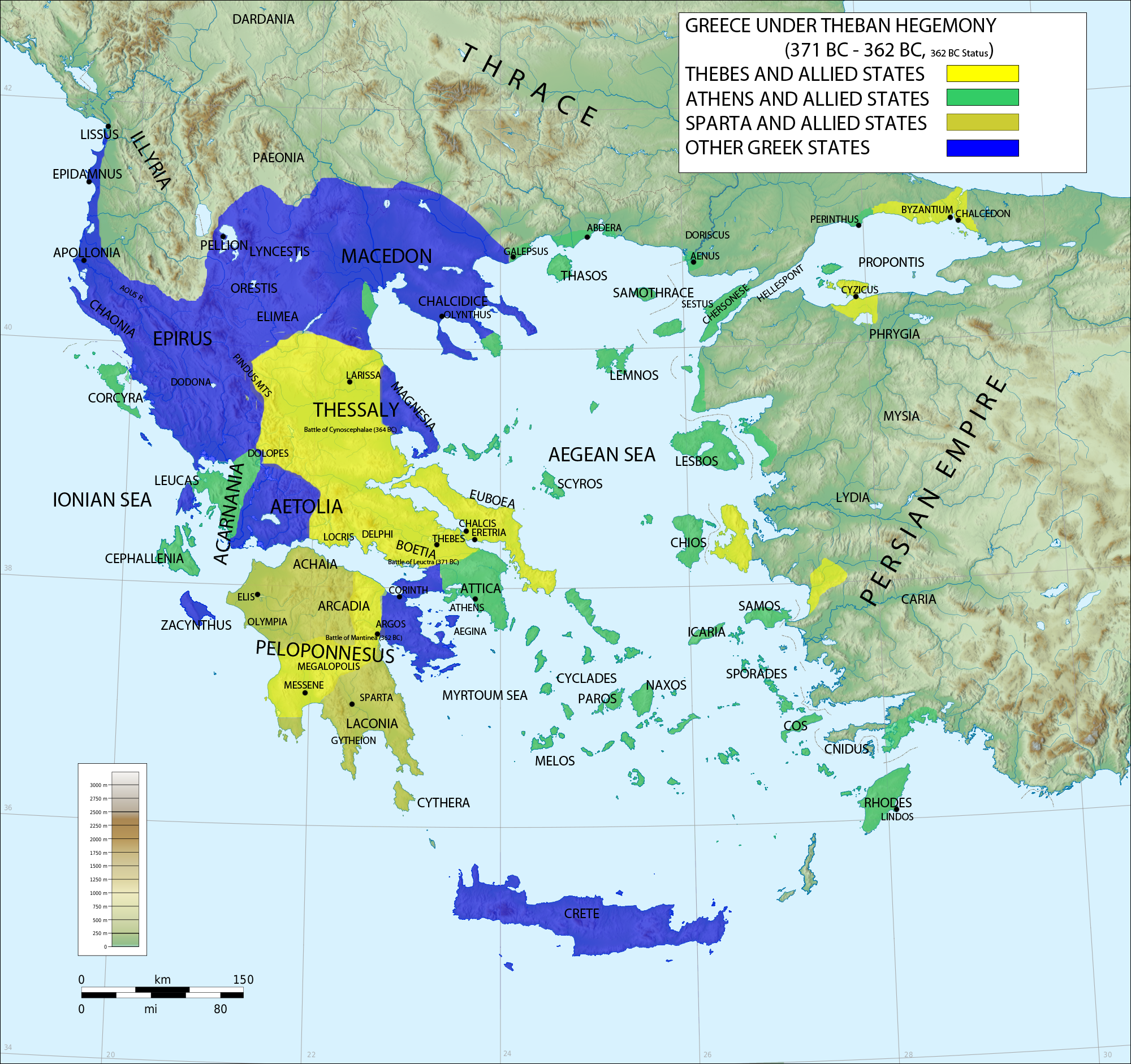
نقشهٔ یونان و قلمرو دول آتن، اسپارت و تِب در زمان اردشیر دوم. (برای بهتر دیدن تصویر، بر روی آن کلیک کنید)

در سال ۳۸۶ پیش از میلاد، اردشیر دوم به متحدان آتنی خود خیانت کرد و با اسپارت به توافقی رسید که به قیمت شهرهای یونانی آسیای صغیر تمام شد و اسپارت موافقت کرد که در ازای تسلط اسپارت بر یونان، آن را به هخامنشیان واگذار کند. او در صلح آنتالکیداس، متحدان قبلی خود را مجبور به توافق کرد. این معاهده کنترل شهرهای یونانی ایونیا و آئولیس در سواحل آناتولی را به ایرانیان بازگرداند و در عین حال تسلط اسپارت را بر سرزمین اصلی یونان تأیید کرد.

## لشکرکشی علیه مصر (۳۷۳ پیش از میلاد)

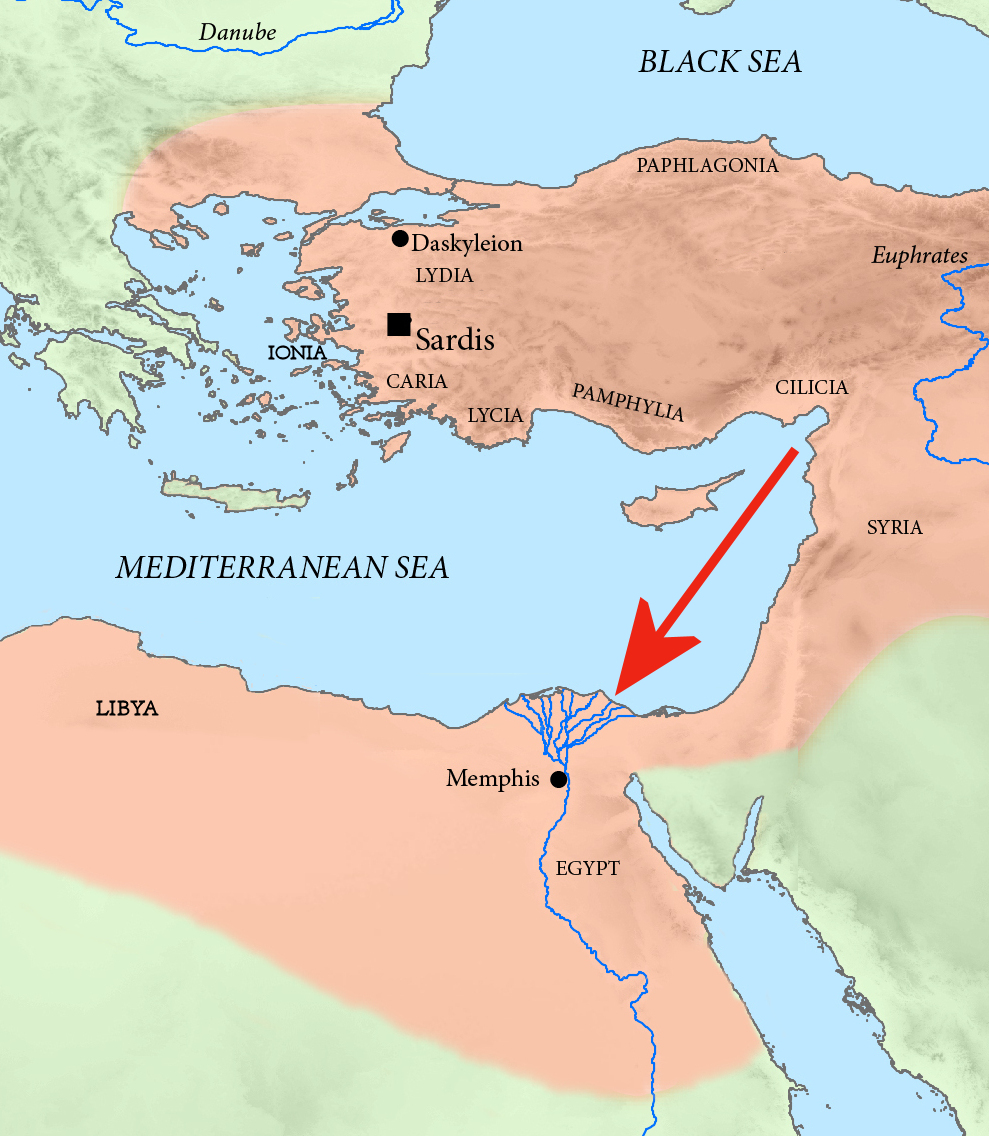
لشکرکشی هخامنشیان به فرماندهی فارناباز دوم علیه مصر در سال ۳۷۳ پیش از میلاد.

در سال ۳۷۷ پیش از میلاد، فارناباز، با اثبات توانایی خود در برابر اسپارت‌ها، مجدداً توسط اردشیر دوم جهت کمک به فرماندهی یک لشکرکشی به مصر یاغی منصوب شد.
پس از ۴ سال آماده‌سازی در سوریه، فارناباز یک نیروی اعزامی را که دارای دویست‌هزار سرباز ایرانی، ۳۰۰ کشتی سه پارویی، ۲۰۰ گالی و دوازده‌هزار یونانی تحت فرماندهی Iphicrates بود. شاهنشاهی هخامنشی نیز برای فراخواندن سردار یونانی کابریاس که در خدمت مصریان بود، به آتن فشار می‌آورد، اما بی‌فایده است. حاکم مصر نکتانبو یکم توسط سردار آتنی کابریاس و مزدورانش مورد حمایت قرار گرفت.

### لشکرکشی
این نیرو در سال ۳۷۳ پیش از میلاد با سردار آتنی Iphicrates در نزدیکی مندس در مصر فرود آمد. نیروی اعزامی بسیار کند بود و به مصری‌ها فرصت داد تا دفاع را تقویت کنند. فارناباز و ایفیکراتس قبل از پلوزیوم ظاهر شدند، اما بدون حمله به آن، نکتانبو یکم، پادشاه مصر، و با قراردادن زمین‌های همسایه زیر آب، و مسدود کردن کانال‌های قابل عبور ک نیل توسط خاکریزها جلوی پیشروی آنان را گرفت. (دیودور سیسیلی xv. 42؛ کرنلیوس نپوس، "Iphicrates" "c. 5.) با وجود استحکامات شاخه پلوزیوم نیل به دستور نکتانبو، ناوگان دشمن مجبور شد به دنبال راهی دیگر برای حرکت در نیل باشد. سرانجام ناوگان موفق شد مسیر خود را از شاخه‌ای که کمتر از آن دفاع می‌شود، پیدا کند. در این مرحله، بی‌اعتمادی متقابل که بین ایفیکراتس و فارناباز به وجود آمده بود، مانع رسیدن نیروهای ایرانی به ممفیس شد. سپس طغیان سالانه نیل و عزم مدافعان مصر در دفاع از خاک خود، آنچه در ابتدا به عنوان شکست قطعی برای نکتانبو یکم و نیروهایش به پیروزی کامل بدل شده بود.
پس از چندین هفته، پارسیان و مزدوران یونانی آنها تحت فرماندهی ایفیکراتس مجبور به بازگشت شدند. لشکرکشی علیه مصر شکست خورده بود. این پایان کار فارناباز دوم بود که اکنون بیش از ۷۰ سال داشت. داتامش جایگزین فارناباز دوم شد تا دومین لشکرکشی به مصر را رهبری کند، اما او شکست خورد و سپس «شورش بزرگ ساتراپ‌ها» را علیه پادشاه بزرگ آغاز کرد.

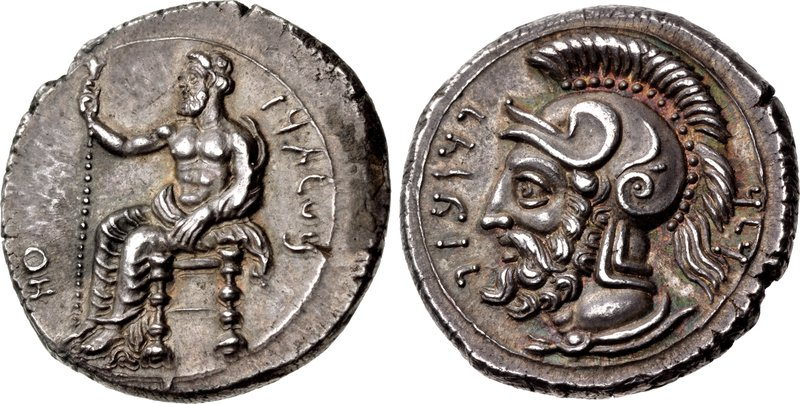
سکه فارناباز دوم، طرسوس، کیلیکیه.

از سال ۳۶۸ پیش از میلاد، بسیاری از ساتراپی‌های غربی شاهنشاهی هخامنشی علیه «اردشیر دوم»، طی شورش بزرگ ساتراپ‌ها شورش کردند، بنابراین نکتانبو از ساتراپ‌های شورشی حمایت مالی کرد و روابط خود را با آتن و اسپارت برقرار کرد.

### ضرب سکه
تعداد زیادی سکه از آن دوره یافت شده‌است، احتمالاً به منظور پرداخت هزینه سربازان، به ویژه برای نیروهای یونانی تحت ایفیکراتس. سکه بزرگ را در طرسوس، کیلیکیه ضرب کردند. سکه‌ها از تصاویر خدای جنگ آتن استفاده می‌کند که کلاه‌خود آتیک یا نشسته بعل بر سر دارد.

## فارناباز دوم در ادبیات یونان

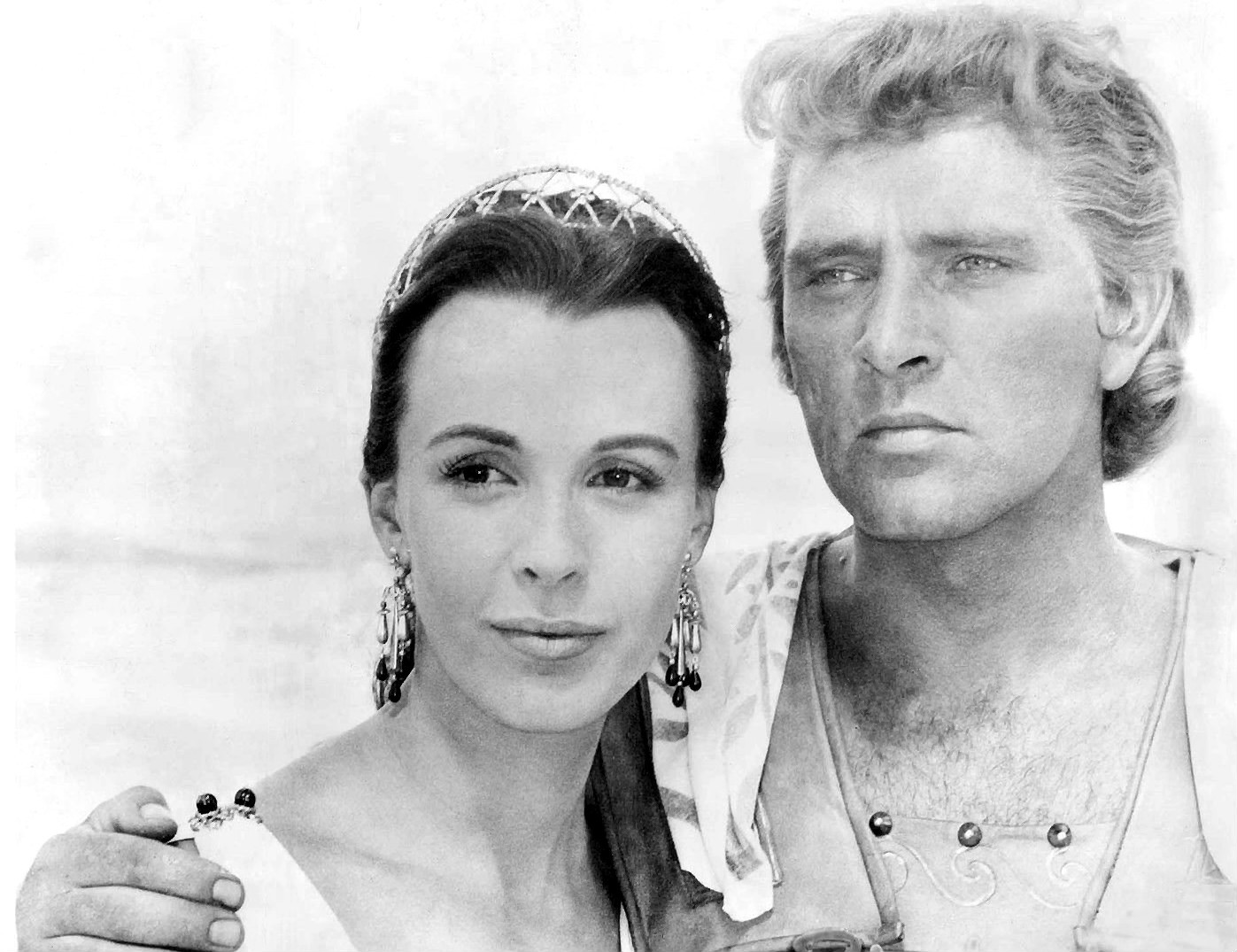
کلاری بلوم در نقش بارسینه نوه فارناباز دوم، و ریچارد بورتون در نقش اسکندر مقدونی، در فیلم اسکندر بزرگ (۱۹۵۶).

فارناباز دوم یکی از شناخته‌شده‌ترین ساتراپ‌ها در بین یونانیان بود و تبادلات زیادی با آنها داشت. او یکی از شخصیت‌های اصلی کتاب "هلنیکا" نوشته گزنفون و همچنین در "" آناباسیس "" ظاهر می‌شود، و همچنین در "" تاریخ جنگ‌های پلوپونزی "" توسیدید حضوری پررنگ دارد.
خانواده فارناباز به دنیای یونان بسیار نزدیک بودند. پسرش آرتاباز دوم با یک زن نجیب‌زاده یونانی از جزیره رودس ازدواج و بیش از ده سال با خانواده‌اش در دربار مقدونیه فیلیپ دوم در تبعید زندگی کرد. دختر بزرگ او بارسینه نیمی از رودس یونانی بود و با اسکندر مقدونی ازدواج کرد.

## دودمان فارناکیان
حکمرانان دودمان فارناکیان و زمان خدمتشان به ترتیب عبارتند از:
- فارناک یکم (۵۵۰–۴۹۷ پیش از میلاد)
- آرتاباز یکم (۴۸۰–۴۵۵ پ.م.)
- فارناباز یکم (۴۵۵–۴۳۰ پ.م.)
- فارناک دوم (۴۳۰–۴۲۲ پ.م.)
- فارناباز دوم (۴۲۲–۳۸۷ پ.م.)
- آریوبرزن (۴۰۷–۳۶۲ پ.م.)
- آرتاباز دوم (۳۸۹–۳۲۹ پ.م.)
- فارناباز سوم (۳۷۰–۳۲۰ پ.م.)
- آرسیتس (- پ.م.) آخرین ساتراپ ایرانی فریگیه هلسپونت

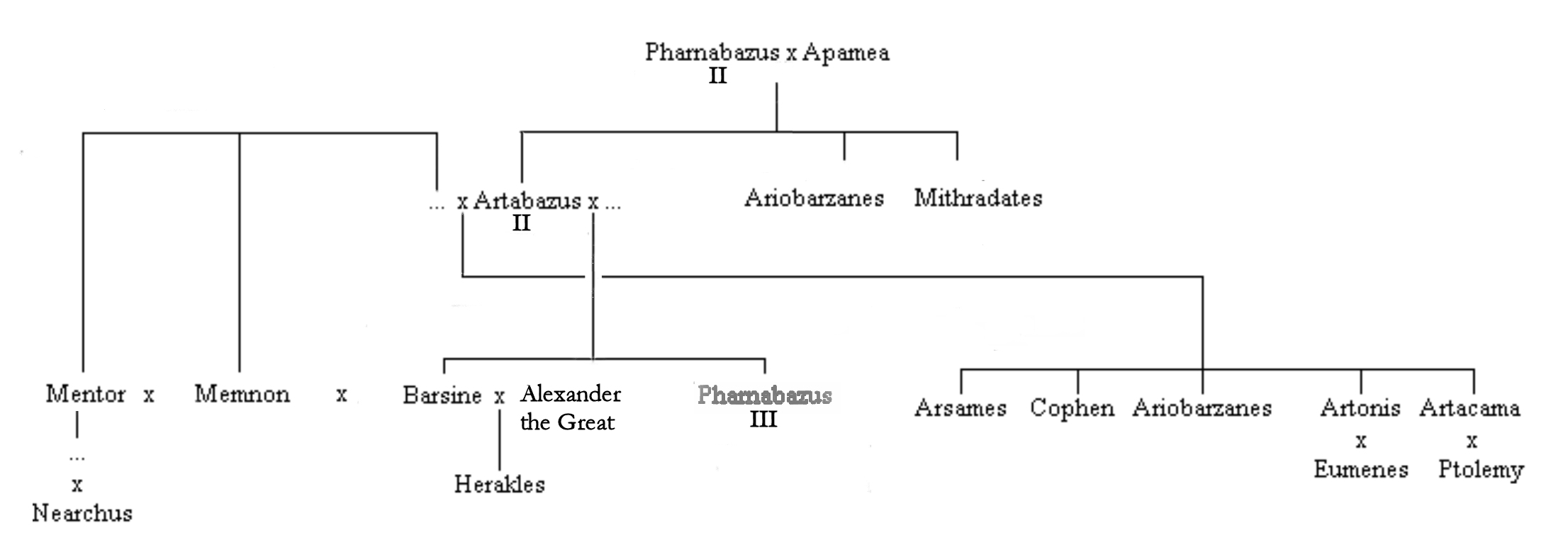
شجره‌نامه بعد از فارناباز دوم.